# Ulica Stanisława Moniuszki w Katowicach

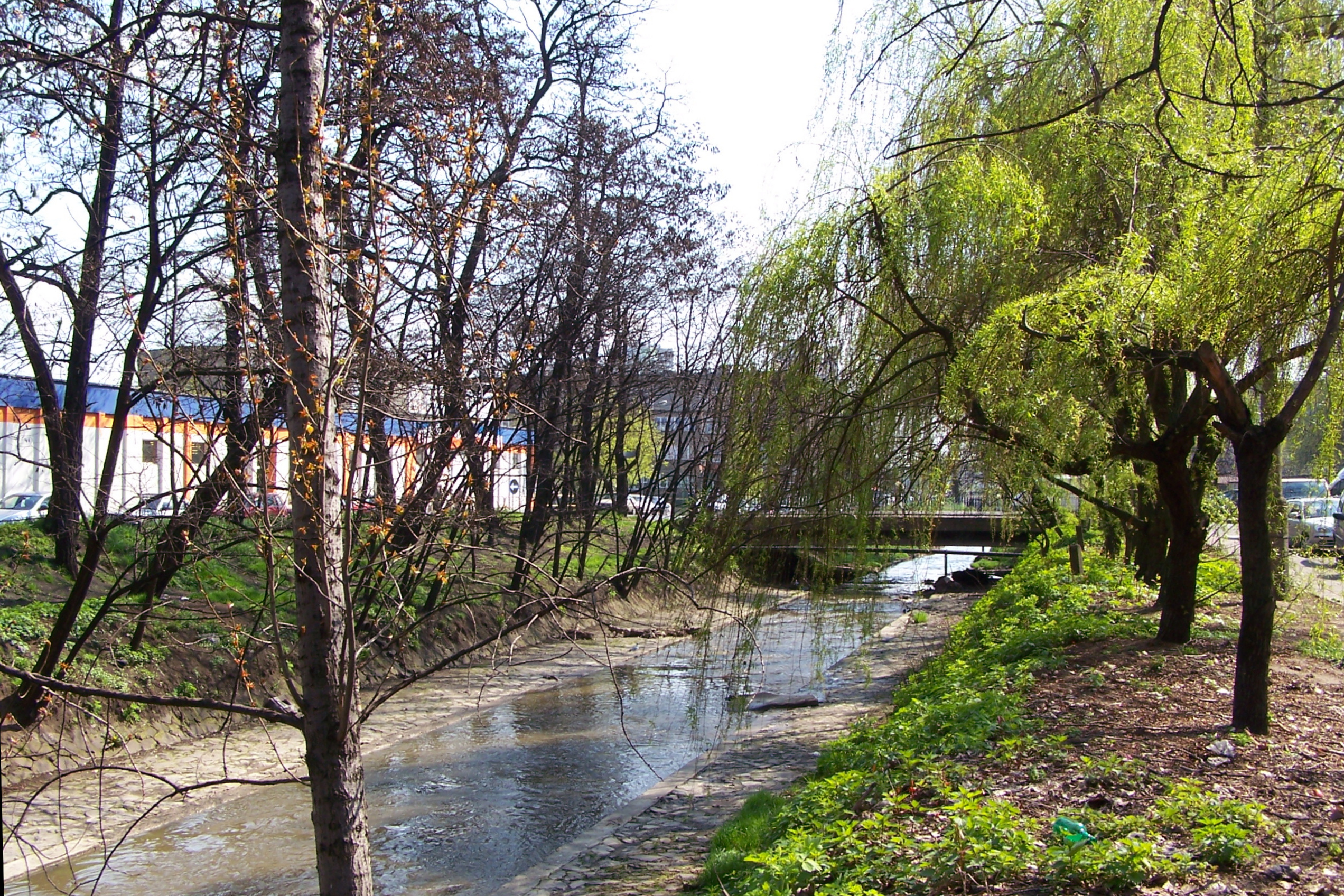
Potok Rawa na wysokości ul. Moniuszki

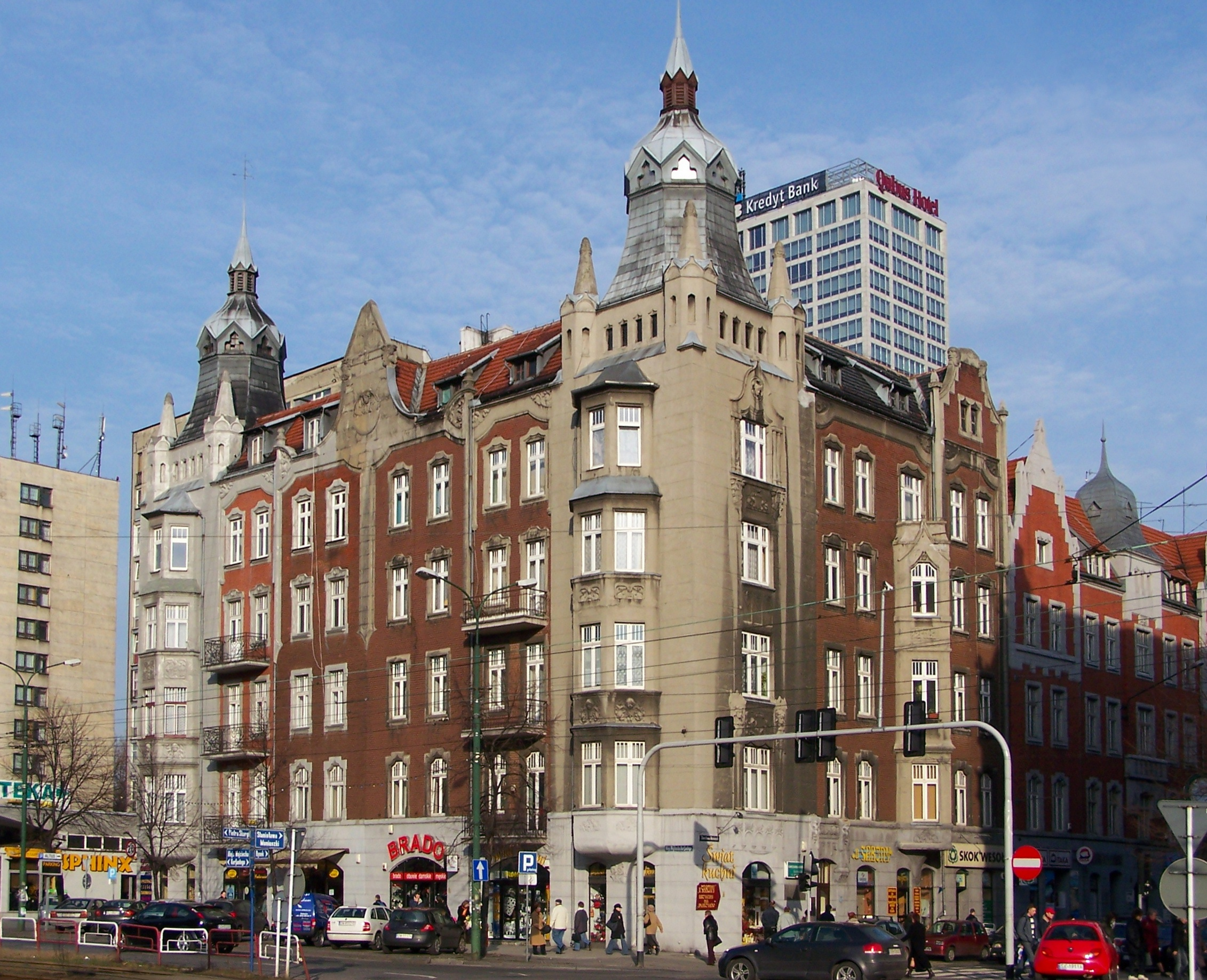
Zabytkowa kamienica na rogu al. W. Korfantego i ul. St. Moniuszki

Ulica Stanisława Moniuszki w Katowicach – jedna z ważniejszych ulic w katowickiej dzielnicy Śródmieście.

## Przebieg
Ulica Moniuszki jest ulicą jednokierunkową. Rozpoczyna swój bieg od skrzyżowania z ulicą Bankową, niedaleko budynków Uniwersytetu Śląskiego, przecina ulicę Szkolną, krzyżuje się z ulicą Uniwersytecką. Kończy swój bieg przy skrzyżowaniu z aleją Wojciecha Korfantego.

## Obiekty i instytucje
Intensywne zabudowywanie ulicy S. Moniuszki rozpoczęło się dopiero między 1900 a 1910. Przy ulicy Moniuszki istniał stadion Policyjnego KS-u (klub piłkarski VfB Kattowitz, który istniał do 1944, rozgrywał na nim swoje mecze). W okresie Rzeszy Niemieckiej (do 1922) ulica nosiła nazwę Mozartstraße, w latach międzywojennych 1922–1939 ul. Stanisława Moniuszki, w latach niemieckiej okupacji Polski (1939–1945) Markgrafenstraße, po wojnie od 1945 ponownie ul. Stanisława Moniuszki. W dwudziestoleciu międzywojennym pod numerem 8 funkcjonowała restauracja "Adria", której właścicielem był Alojzy Gliśnik.
Przy ulicy Stanisława Moniuszki znajduje się następujące historyczne obiekty:
- Zespół kamienic mieszkalnych zamknięty w czworoboku pomiędzy ulicami: Moniuszki, Korfantego i Piastowską (ul. S. Moniuszki 2, 4; ul. Piastowska 1, 3[7]); wpisany do rejestru zabytków (nr rej.: A/1497/92 z 4 września 1992), wzniesiony około 1900, w stylu eklektycznym z elementami zapowiadającymi secesję[8].
- Kamienica mieszkalna (ul. St. Moniuszki 3)[9].
- Kamienica mieszkalno-handlowa (ul. St. Moniuszki 5), wybudowana w stylu modernizmu z elementami secesji, wpisana do rejestru zabytków 13 lipca 2004 (nr rej.: A/120/04); ochrona obejmuje także trzy oficyny mieszkalne w granicach działki[10].
- Kamienica mieszkalna (ul. St. Moniuszki 6/8)[9].
- Kamienica mieszkalna (ul. St. Moniuszki 10/12)[9].

Przy ulicy znajdują się tu również: centrum językowe, 06 Kleofas Katowice – siedziba klubu sportowego. Kursują nią autobusy ZTM.